# Eleições presidenciais de 2016 na Amadora

## Resultados oficiais
| Candidato               | Candidato                | Votos   | %               |
| ----------------------- | ------------------------ | ------- | --------------- |
|                         | Marcelo Rebelo de Sousa  | 32 373  | 44,38 / 100,00  |
|                         | António Sampaio da Nóvoa | 21 276  | 29,16 / 100,00  |
|                         | Marisa Matias            | 8 036   | 11,02 / 100,00  |
|                         | Maria de Belém Roseira   | 3 906   | 5,35 / 100,00   |
|                         | Edgar Silva              | 3 449   | 4,73 / 100,00   |
|                         | Vitorino Silva           | 1 529   | 2,10 / 100,00   |
|                         | Paulo de Morais          | 1 525   | 2,09 / 100,00   |
|                         | Henrique Neto            | 573     | 0,79 / 100,00   |
|                         | Jorge Sequeira           | 168     | 0,23 / 100,00   |
|                         | Cândido Ferreira         | 117     | 0,16 / 100,00   |
| Votos Inválidos         | Votos Inválidos          | 1 650   | 2,22 / 100,00   |
| Total                   | Total                    | 74 602  | 100,00 / 100,00 |
| Eleitorado/Participação | Eleitorado/Participação  | 143 371 | 52,00 / 100,00  |

## Resultados por Freguesia
Os resultados dos candidatos por freguesia foram os seguintes:
| Freguesia             | %     | %     | %     | %    | %    | %    | %    | %    | %    | %    | Votantes |
| Freguesia             | MRS   | ASN   | MM    | MBR  | ES   | VS   | PM   | HN   | JS   | CF   | Votantes |
| --------------------- | ----- | ----- | ----- | ---- | ---- | ---- | ---- | ---- | ---- | ---- | -------- |
| Águas Livres          | 43,55 | 30,32 | 10,82 | 5,39 | 4,81 | 1,87 | 2,10 | 0,72 | 0,23 | 0,18 | 16 057   |
| Alfragide             | 51,20 | 25,91 | 10,57 | 3,70 | 2,55 | 1,66 | 2,74 | 1,42 | 0,12 | 0,12 | 7 717    |
| Encosta do Sol        | 42,42 | 29,08 | 11,49 | 6,62 | 4,99 | 2,30 | 1,79 | 0,75 | 0,36 | 0,19 | 11 260   |
| Falagueira-Venda Nova | 39,77 | 31,47 | 11,33 | 5,89 | 6,31 | 2,09 | 2,16 | 0,66 | 0,21 | 0,10 | 9 715    |
| Mina de Água          | 45,25 | 27,34 | 11,70 | 5,42 | 4,52 | 2,65 | 1,98 | 0,70 | 0,25 | 0,19 | 17 895   |
| Venteira              | 45,37 | 30,63 | 9,84  | 4,64 | 4,79 | 1,66 | 2,05 | 0,73 | 0,16 | 0,14 | 11 958   |
| Amadora               | 44,38 | 29,16 | 11,02 | 5,35 | 4,73 | 2,10 | 2,09 | 0,79 | 0,23 | 0,16 | 74 602   |

### Águas Livres
| Candidato               | Candidato                | Votos  | %               |
| ----------------------- | ------------------------ | ------ | --------------- |
|                         | Marcelo Rebelo de Sousa  | 6 832  | 43,55 / 100,00  |
|                         | António Sampaio da Nóvoa | 4 756  | 30,32 / 100,00  |
|                         | Marisa Matias            | 1 697  | 10,82 / 100,00  |
|                         | Maria de Belém Roseira   | 846    | 5,39 / 100,00   |
|                         | Edgar Silva              | 755    | 4,81 / 100,00   |
|                         | Vitorino Silva           | 330    | 2,10 / 100,00   |
|                         | Paulo de Morais          | 294    | 1,87 / 100,00   |
|                         | Henrique Neto            | 113    | 0,72 / 100,00   |
|                         | Jorge Sequeira           | 36     | 0,23 / 100,00   |
|                         | Cândido Ferreira         | 28     | 0,18 / 100,00   |
| Votos Inválidos         | Votos Inválidos          | 370    | 2,31 / 100,00   |
| Total                   | Total                    | 16 057 | 100,00 / 100,00 |
| Eleitorado/Participação | Eleitorado/Participação  | 31 052 | 51,71 / 100,00  |

### Alfragide
| Candidato               | Candidato                | Votos  | %               |
| ----------------------- | ------------------------ | ------ | --------------- |
|                         | Marcelo Rebelo de Sousa  | 3 850  | 51,20 / 100,00  |
|                         | António Sampaio da Nóvoa | 1 948  | 25,91 / 100,00  |
|                         | Marisa Matias            | 795    | 10,57 / 100,00  |
|                         | Maria de Belém Roseira   | 278    | 3,70 / 100,00   |
|                         | Paulo de Morais          | 206    | 2,74 / 100,00   |
|                         | Edgar Silva              | 192    | 2,55 / 100,00   |
|                         | Vitorino Silva           | 125    | 1,66 / 100,00   |
|                         | Henrique Neto            | 107    | 1,42 / 100,00   |
|                         | Jorge Sequeira           | 9      | 0,12 / 100,00   |
|                         | Cândido Ferreira         | 9      | 0,12 / 100,00   |
| Votos Inválidos         | Votos Inválidos          | 198    | 2,56 / 100,00   |
| Total                   | Total                    | 7 717  | 100,00 / 100,00 |
| Eleitorado/Participação | Eleitorado/Participação  | 13 273 | 58,14 / 100,00  |

### Encosta do Sol
| Candidato               | Candidato                | Votos  | %               |
| ----------------------- | ------------------------ | ------ | --------------- |
|                         | Marcelo Rebelo de Sousa  | 4 673  | 42,42 / 100,00  |
|                         | António Sampaio da Nóvoa | 3 204  | 29,08 / 100,00  |
|                         | Marisa Matias            | 1 266  | 11,49 / 100,00  |
|                         | Maria de Belém Roseira   | 729    | 6,62 / 100,00   |
|                         | Edgar Silva              | 550    | 4,99 / 100,00   |
|                         | Vitorino Silva           | 253    | 2,30 / 100,00   |
|                         | Paulo de Morais          | 197    | 1,79 / 100,00   |
|                         | Henrique Neto            | 83     | 0,75 / 100,00   |
|                         | Jorge Sequeira           | 40     | 0,36 / 100,00   |
|                         | Cândido Ferreira         | 21     | 0,19 / 100,00   |
| Votos Inválidos         | Votos Inválidos          | 244    | 2,17 / 100,00   |
| Total                   | Total                    | 11 260 | 100,00 / 100,00 |
| Eleitorado/Participação | Eleitorado/Participação  | 22 812 | 49,36 / 100,00  |

### Falagueira - Venda Nova
| Candidato               | Candidato                | Votos  | %               |
| ----------------------- | ------------------------ | ------ | --------------- |
|                         | Marcelo Rebelo de Sousa  | 3 788  | 39,77 / 100,00  |
|                         | António Sampaio da Nóvoa | 2 997  | 31,47 / 100,00  |
|                         | Marisa Matias            | 1 079  | 11,33 / 100,00  |
|                         | Edgar Silva              | 601    | 6,31 / 100,00   |
|                         | Maria de Belém Roseira   | 561    | 5,89 / 100,00   |
|                         | Paulo de Morais          | 206    | 2,16 / 100,00   |
|                         | Vitorino Silva           | 199    | 2,09 / 100,00   |
|                         | Henrique Neto            | 63     | 0,66 / 100,00   |
|                         | Jorge Sequeira           | 20     | 0,21 / 100,00   |
|                         | Cândido Ferreira         | 10     | 0,10 / 100,00   |
| Votos Inválidos         | Votos Inválidos          | 191    | 1,97 / 100,00   |
| Total                   | Total                    | 9 715  | 100,00 / 100,00 |
| Eleitorado/Participação | Eleitorado/Participação  | 19 085 | 50,90 / 100,00  |

### Mina de Água
| Candidato               | Candidato                | Votos  | %               |
| ----------------------- | ------------------------ | ------ | --------------- |
|                         | Marcelo Rebelo de Sousa  | 7 913  | 45,25 / 100,00  |
|                         | António Sampaio da Nóvoa | 4 781  | 27,34 / 100,00  |
|                         | Marisa Matias            | 2 046  | 11,70 / 100,00  |
|                         | Maria de Belém Roseira   | 948    | 5,42 / 100,00   |
|                         | Edgar Silva              | 790    | 4,52 / 100,00   |
|                         | Vitorino Silva           | 464    | 2,65 / 100,00   |
|                         | Paulo de Morais          | 346    | 1,98 / 100,00   |
|                         | Henrique Neto            | 122    | 0,70 / 100,00   |
|                         | Jorge Sequeira           | 44     | 0,25 / 100,00   |
|                         | Cândido Ferreira         | 33     | 0,19 / 100,00   |
| Votos Inválidos         | Votos Inválidos          | 408    | 2,28 / 100,00   |
| Total                   | Total                    | 17 895 | 100,00 / 100,00 |
| Eleitorado/Participação | Eleitorado/Participação  | 35 092 | 50,99 / 100,00  |

### Venteira
| Candidato               | Candidato                | Votos  | %               |
| ----------------------- | ------------------------ | ------ | --------------- |
|                         | Marcelo Rebelo de Sousa  | 5 317  | 45,37 / 100,00  |
|                         | António Sampaio da Nóvoa | 3 590  | 30,63 / 100,00  |
|                         | Marisa Matias            | 1 153  | 9,84 / 100,00   |
|                         | Edgar Silva              | 561    | 4,79 / 100,00   |
|                         | Maria de Belém Roseira   | 544    | 4,64 / 100,00   |
|                         | Paulo de Morais          | 240    | 2,05 / 100,00   |
|                         | Vitorino Silva           | 194    | 1,66 / 100,00   |
|                         | Henrique Neto            | 85     | 0,73 / 100,00   |
|                         | Jorge Sequeira           | 19     | 0,16 / 100,00   |
|                         | Cândido Ferreira         | 16     | 0,14 / 100,00   |
| Votos Inválidos         | Votos Inválidos          | 239    | 2,00 / 100,00   |
| Total                   | Total                    | 11 958 | 100,00 / 100,00 |
| Eleitorado/Participação | Eleitorado/Participação  | 22 157 | 53,97 / 100,00  |